# Российско-украинские отношения в 1917—1922 годах
Российско-украинские отношения в период Гражданской войны в России 1917—1922 годов представляли собой комплекс взаимоотношений между различными правительствами и группами, претендовавшими на верховную власть в России и на Украине.

## Взаимоотношения Украинской Народной Республики и Украинской державы с Советской Россией

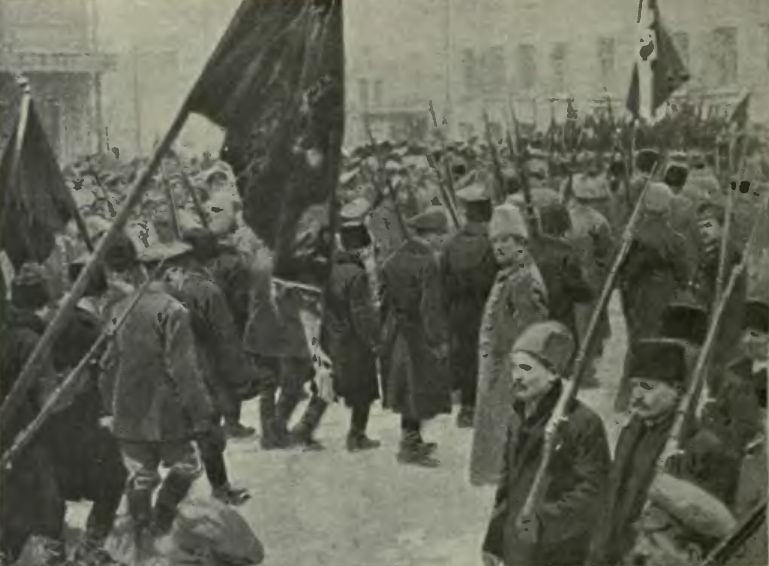
Украинские войска, верные Центральной раде, выступают из Киева для борьбы с большевиками. Зима 1917—1918 годов

20 ноября 1917 года своим III Универсалом Центральная рада провозгласила федерацию Украинской Народной Республики с уже де-факто не существующей на тот момент демократической Россией и отказалась признать легитимность пришедшего к власти в ходе Октябрьской революции большевистского правительства. В данной ситуации большевики попытались взять власть на Украине посредством созыва 17 декабря 1917 года I-го Всеукраинского съезда Советов, однако оказались на нём в меньшинстве (124 делегата из 2500. На ранее проведённых выборах во Всероссийское учредительное собрание большевики также получили минимальную поддержку на Украине — 10 % голосов, в то же время украинские партии — почти 75 %), а съезд выразил доверие Центральной Раде. В тот же день Совет народных комиссаров (правительство Советской России) выдвинул ультиматум Центральной раде с требованиями отказа от дезорганизации фронта, отказа от пропуска казачьих формирований через Украину с фронта на Дон, прекращения разоружения советских полков и красноармейцев, пропуска большевистских войск на Южный фронт и угрозой начала войны в случае непринятия данных требований в течение 48 часов. Центральная Рада отклонила все требования — началась Первая советско-украинская война.

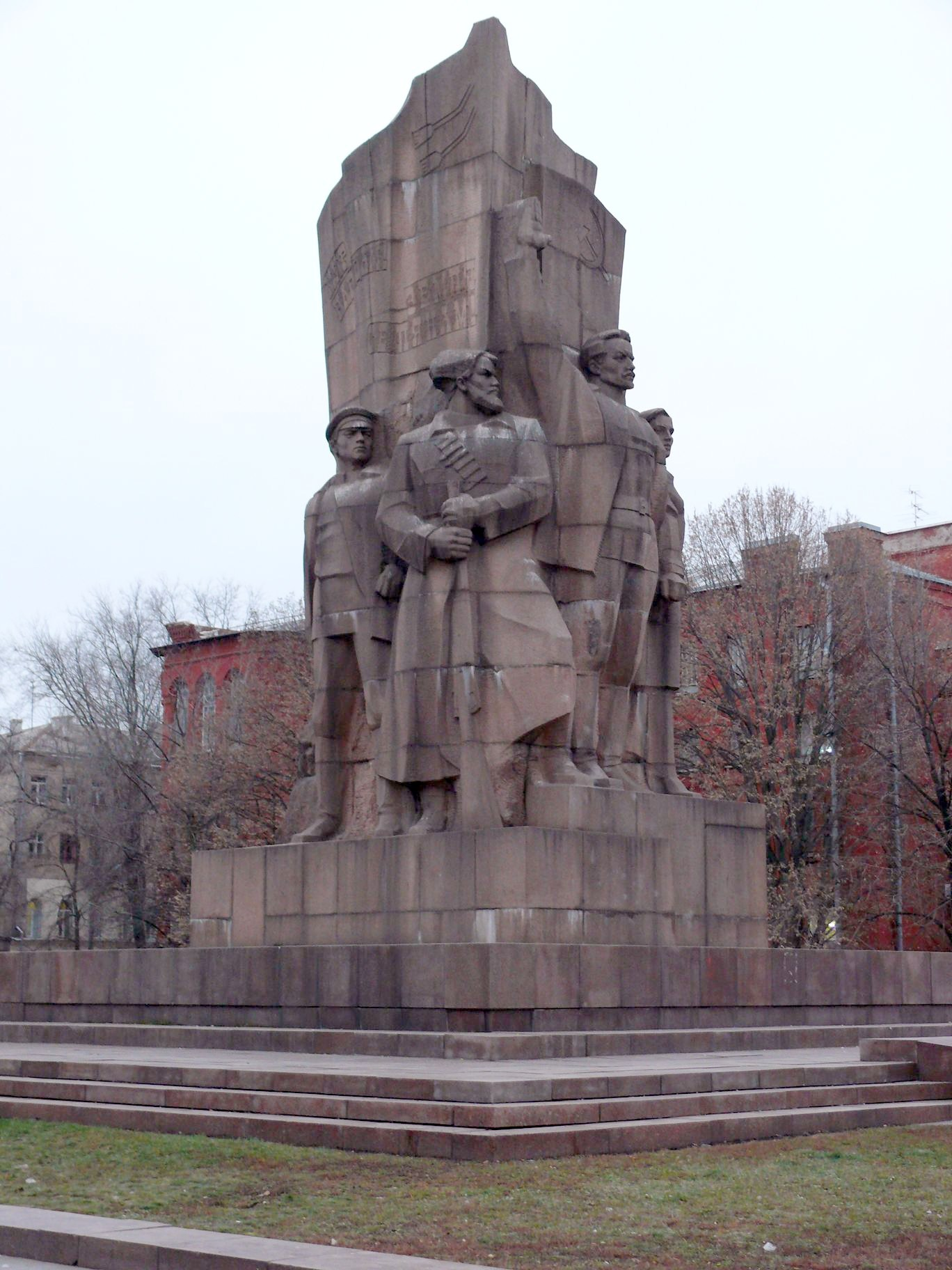
Монумент в честь провозглашения Советской власти на Украине, установленный в Харькове в 1975 году на месте здания бывшего Дворянского собрания в котором 25 декабря 1917 года была провозглашена Украинская Народная Республика Советов. Демонтирован в 2011 году

Одновременно с этим 124 большевика присутствовавшие на съезде Советов в Киеве отказались подчиниться его решению и переехав в Харьков провели там альтернативный съезд (на котором также присутствовали 77 делегатов представлявших 46 из 140 советов Донецко-Криворожского региона), решением которого 25 декабря 1917 года была провозглашена Украинская Народная Республика Советов, которая провозглашалась федеративной частью Советской России. Также решением съезда утверждались имеющими силу на территории Украины все декреты Совета народных комиссаров и недействительными все законы и распоряжения Центральной Рады. 26 декабря в Харьков вошли войска российских большевиков. В свою очередь 22 января 1918 года Центральная Рада IV Универсалом провозгласила полную независимость Украинской Народной Республики.
После подписания Брестского мира от 9 февраля 1918 года и Военной конвенции от 18 февраля 1918 года с Центральными державами, Украинская Народная Республика заручилась их поддержкой в конфликте с Советской Россией. В итоге, статья 6 Брестского мира, заключённого между Центральными державами и Советской Россией 3 марта 1918 года, обязывала последнюю подписать мир с УНР, вывести войска с её территории и считаться с ней как с независимым государством. Мирные переговоры между Украинской державой (на Украине к тому времени к власти пришёл гетман Павел Скоропадский) и Советской Россией начались 23 мая и продлились до 12 июня 1918 года, когда между государствами был подписан прелиминарный мирный договор.
Мирным договором были решены проблемы представительства при правительствах обоих государств (в июле 1918 года были открыты украинские генконсульства в Москве и Петрограде, а также 30 консульских агентств в других городах России — 10 I-го разряда и 20 — II-го; представительства РСФСР открылись в Киеве, Одессе, Каменце-Подольском, Чернигове, Житомире и Полтаве, российская делегация на мирных переговорах в Киеве одновременно выполняла функции временного дипломатического представительства), возвращения граждан на свою родину, согласования железнодорожного движения, помощи военнопленным, таможенных правил и товарообмена.

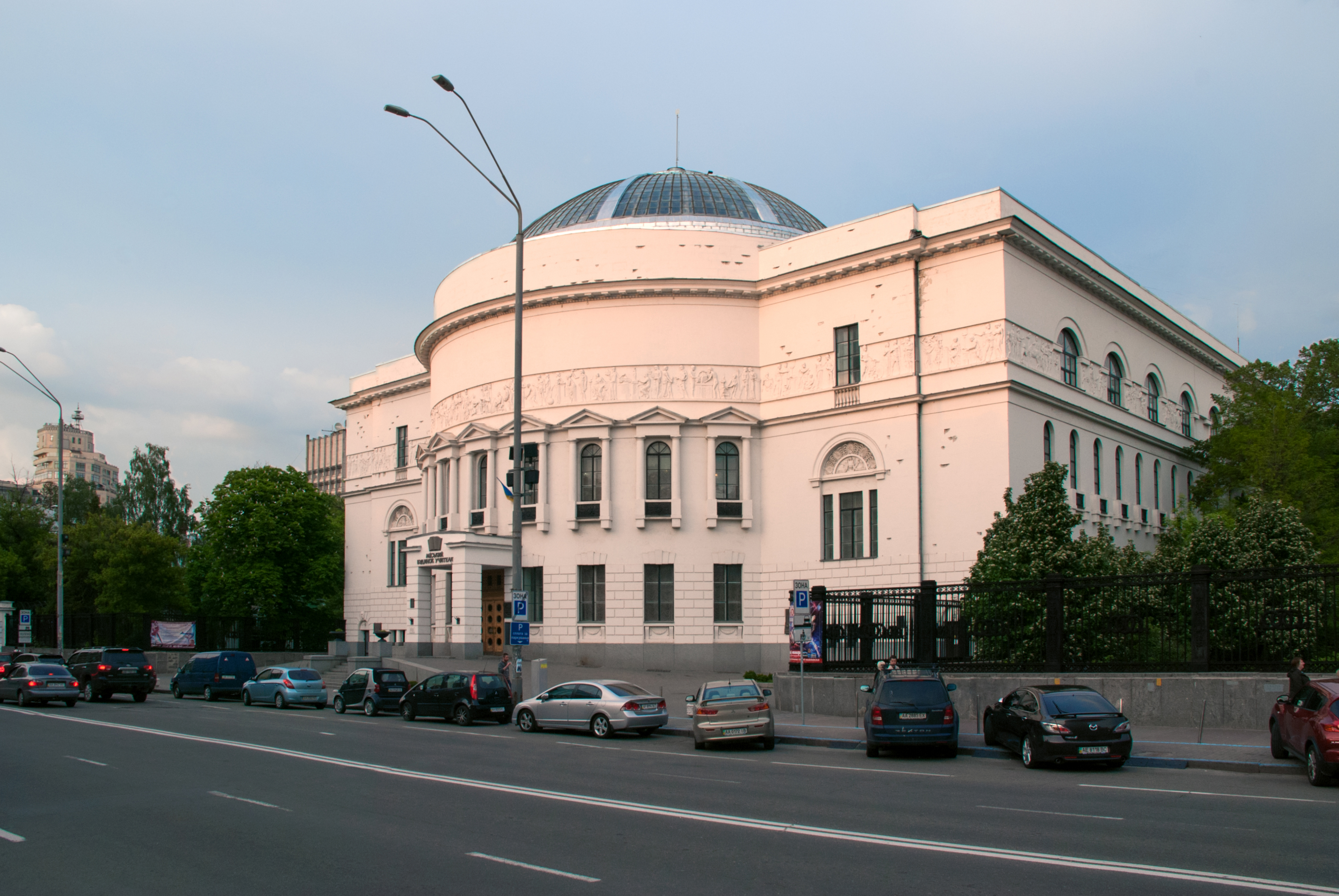
Педагогический музей — здание, в котором в 1918 году проходили российско-украинские мирные переговоры. Киев, ул. Владимирская, 57

Переговоры касательно определения межгосударственной границы затягивались советской стороной (тем не менее была установлена временная демаркационная линия проходившая по линии Сураж—Унеча—Стародуб—Новгород-Северский—Глухов—Рыльск—Колонтаровка—Суджа—Беленихино—Купянск и «нейтральная зона» шириной от 10 до 40 км, проходящая вдоль демаркационной линии), также большие противоречия вызвал вопрос раздела имущества и долгов бывшей Российской империи. В то же время в Москве из большевиков прибывших с Украины была окончательно сформирована Коммунистическая партия (большевиков) Украины, в «нейтральной зоне» большевики приступили к формированию из различных выходцев с Украины 1-й и 2-й украинских повстанческих дивизий, а российская делегация в Киеве также начала подпольные переговоры с оппозиционным гетману Скоропадскому Украинским национальным союзом, готовившим восстание. В итоге, сразу после подписания Компьенского перемирия между Антантой и Германией, 13 ноября 1918 года Советская Россия в одностороннем порядке отказалась от своих обязательств по Брестскому мирному договору касательно Украины и начала боевые действия против Украинской державы, продолжив их в дальнейшем и против свергнувшей режим гетмана Директории. Обмен высланными дипломатами и их семьями произошёл ещё 10 ноября на приграничной станции Могилёв, представительство интересов украинских подданных в России было передано шведскому консулу в Петрограде. 28 ноября в Курске в противовес гетману и восставшей Директории большевиками было создано марионеточное советское правительство Украины во главе с Георгием Пятаковым.

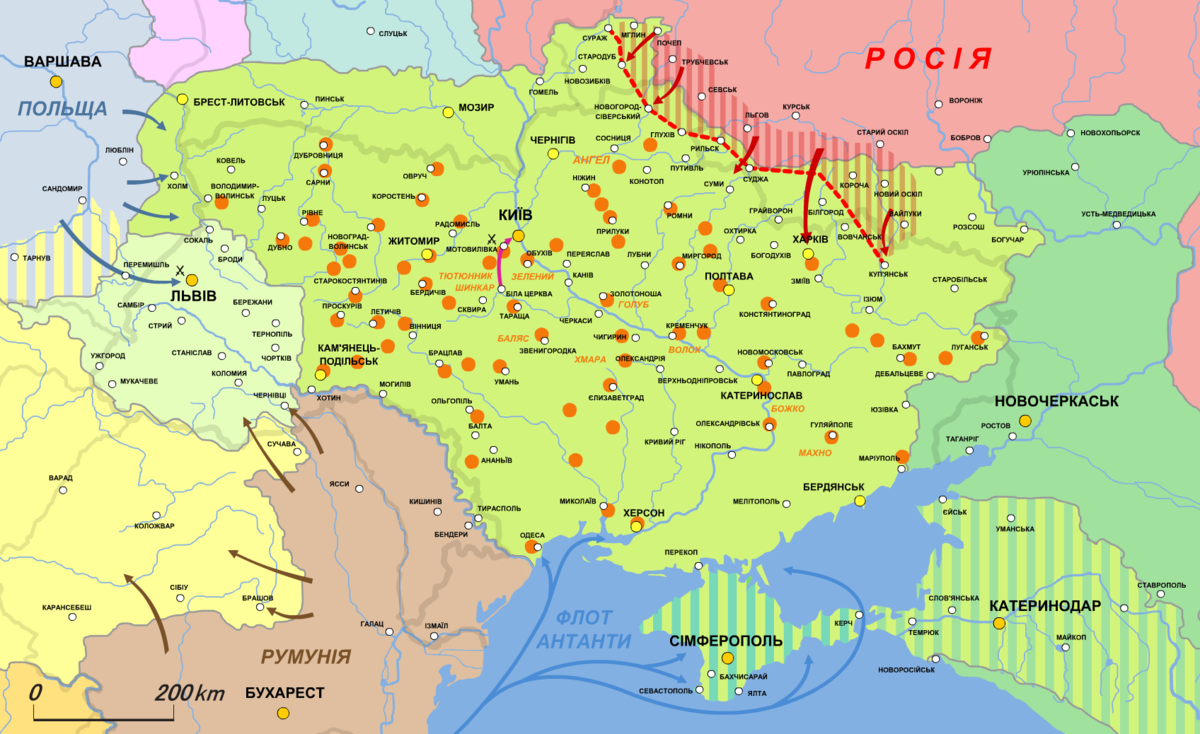
Украинская держава
Советская Россия
«Демаркационная линия» и направления наступления советских войск после возобновления боевых действий
Нейтральная зона

В январе-феврале 1919 года Директория (по инициативе её главы Владимира Винниченко и премьер-министра Владимира Чеховского) предприняла попытку прекратить боевые действия и восстановить отношения с РСФСР. В Москву для ведения переговоров была направлена делегация во главе с Семёном Мазуренко, делегацию СНК РСФСР на переговорах возглавлял Дмитрий Мануильский. Переговоры начались 17 января, украинская сторона выдвинула следующие предложения: прекращение военных действий, признание независимости УНР при условии введения системы Советов на Украине, пропорционального представительства в них рабочих и крестьян, соблюдение УНР нейтралитета в гражданской войне в России и налаживание товарообмена — поставок хлеба. В ответ на это российская сторона заявила, что правительство Ленина не вмешивается во внутренние дела Украины, боевые действия против УНР ведут «украинские рабочие и крестьяне, которые поднялись на борьбу за установление советской власти», обвинив при этом Директорию в подписании договора с Антантой об уступке территории и поддержке Дона в его борьбе против Советской России. После последовавших возражений украинской стороны советская делегация предложила совместное выступление армии УНР и РККА против Антанты и «контрреволюционного» Дона, а также созыв Всеукраинского съезда Советов, на котором должен был решиться вопрос про власть на Украине, при этом решительно выступив против признания самостоятельности Украины. Узнав о наступлении Красной армии на Киев украинская сторона согласилась принять за основу документ со следующими пунктами: 
- соглашение Директории на введение советской формы правления в УНР при условии пропорционального представительства рабочих и крестьян[9][10][11];
- заключение украинско-российского экономического союза[10];
- совместная борьба с контрреволюцией[9][11];
- соблюдение УНР нейтралитета в гражданской войне в России[9][10][11];
- перемирие на период мирных переговоров с харьковским правительством при посредничестве Советской России[9][11].

Дальнейшие переговоры должны были проходить в Харькове, однако Директория, узнав о предварительных итогах московских переговоров, продолжила настаивать на ведении переговоров исключительно с московским правительством. Результаты переговоров привели к расколу в правящей в УНР Украинской социал-демократической рабочей партии и смене её руководства (большинство членов не поддержали согласие Винниченка, Чеховского и руководства партии с советской формой правления и союз с Москвой), против выступил и Симон Петлюра, по инициативе которого генералом Грековым параллельно велись переговоры с представителями Антанты (начались после захвата большевиками Харькова). В итоге, Директория, рассмотрев в начале февраля пункты договора и заявления нового руководителя харьковского правительства Христиана Раковского, назвала их «абсолютной капитуляцией перед харьковским советским правительством», немедленно прервала любые переговоры с Советской Россией и отозвала из неё все консульские учреждения. 13 февраля, под давлением Антанты, было сформировано новое правительство УНР во главе с Сергеем Остапенко, в состав которого представители украинских социалистических партий уже включены не были.

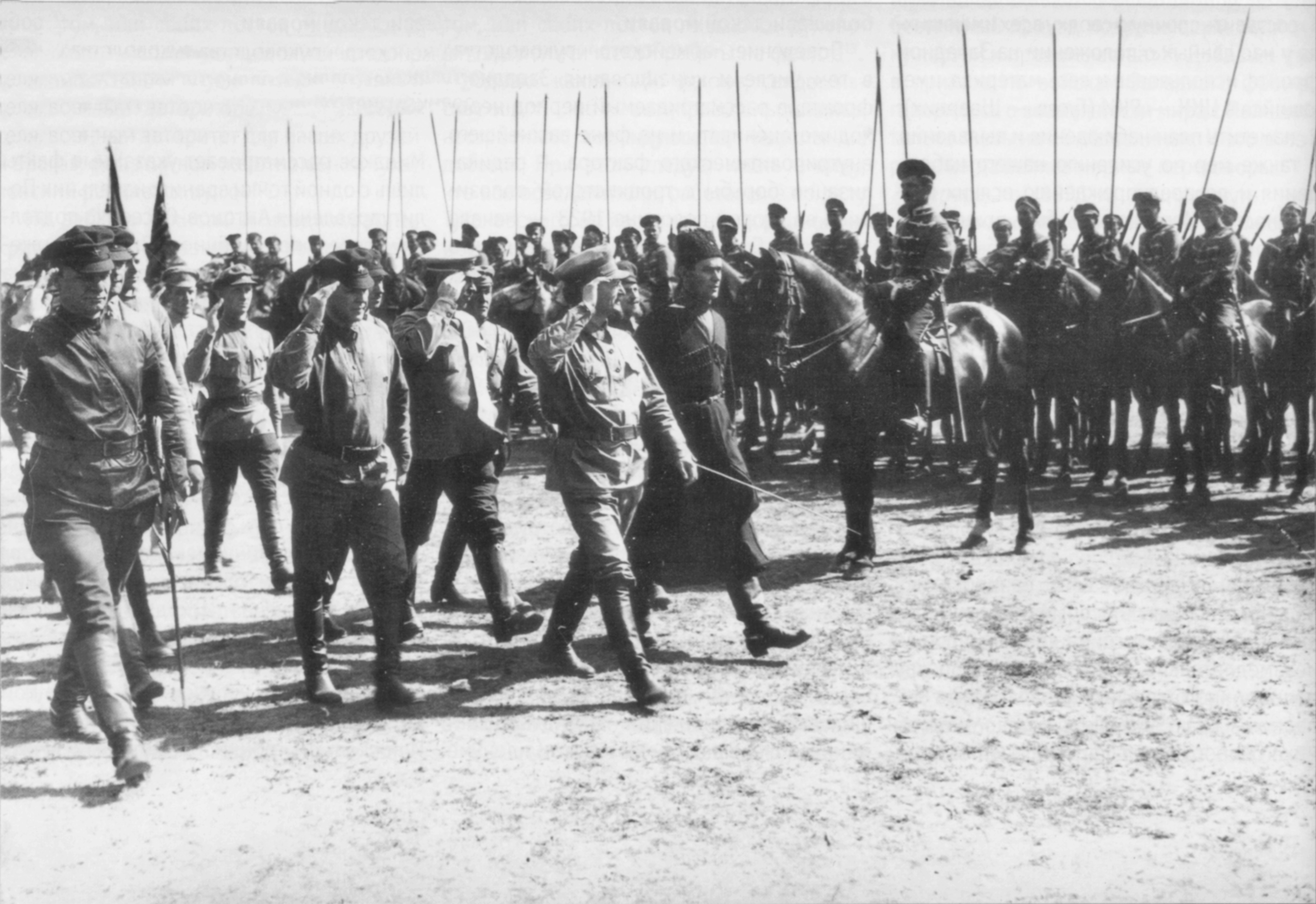
Троцкий и Егоров на смотре войск Харьковской крепостной зоны РККА. Харьков, май-июнь 1919 года

Летом 1919 года УНР оказалась в катастрофическом положении — её войска оказались зажаты между Красной армией, Польской армией и белыми Вооружёнными силами Юга России. Параллельно с этим безрезультатной оказалось деятельность украинской делегации на Парижской мирной конференции — её требования признания самостоятельности Украины и предоставления помощи в борьбе против большевиков не нашли поддержки Верховного совета Антанты, который считал главной антибольшевистской военной силой Добровольческую армию генерала Деникина и предоставлял помощь Польше для создания «санитарного кордона», в связи с чем дал ей разрешение на полную оккупацию Восточной Галиции. В этих условиях ряд членов правительств УНР, в особенности Западной области УНР, а также военного командования начали предпринимать попытки прийти к взаимопониманию с Москвой и Харьковом. Это вызвало раскол во внешней политике УНР: в то время, когда председатель Директории и главный атаман Симон Петлюра искал согласия с Польшей с перспективой выхода на Антанту и выслал в Варшаву дипломатическую миссию во главе с Филиппом Пилипчуком, руководство социалистических партий и подконтрольное им правительство Бориса Мартоса, а также «Комитет охраны Республики» активизировали деятельность нацеленную на достижение взаимопонимания с большевиками. Так, Комитет выдвинул Директории требование прекратить ориентацию на Антанту, прервать переговоры с её представителями и возобновить диалог с большевиками. Параллельно лояльный Комитету главный командир повстанческих частей и гайдамацкой бригады атаман Емельян Волох начал вооружённое выступление против Директории и перешёл на сторону большевиков, чем, фактически, ликвидировал Юго-западный фронт Действующей армии УНР. В то же время руководство Советской Украины предприняло попытку перетянуть на свою сторону Галицкую армию, в среде которой было множество сторонников союза с Харьковом, в частности — генерал Осип Микитка. 24-25 июня 1919 года произошли переговоры между ним и делегацией Красной армии, а уже в июле правительство Советской Украины выдвинуло предложение о союзе Диктатору ЗО УНР Евгению Петрушевичу, которое содержало следующие пункты:
- Разрыв Галицкого правительства с Петлюрой и отзыв Галицкой армии;
- Открытое заявление о союзе между ЗУНР и УССР;
- Заключение военной конвенции против Польши и Румынии;
- Объединение армий;
- Общение правительства УССР о невмешательстве во внутренние дела ЗУНР.

В свою очередь Нарком по военным делам РСФСР Лев Троцкий издал «Инструкцию агитаторам-коммунистам на Украине», в которой, в частности, советовал: не навязывать украинскому крестьянину коммуны, вопреки Петлюре и иным утверждать, что Россия признаёт самостоятельную, но советскую Украину, создавать общественное мнение, что Россия воюет не с Петлюрой, а с Деникиным и хотела б быть с УНР в союзе против Добрармии.
Однако в ответ на подобное развитие событий как правительство Мартоса, так и Диктатор ЗО УНР Петрушевич пресекли поиски путей к взаимопониманию с большевиками.

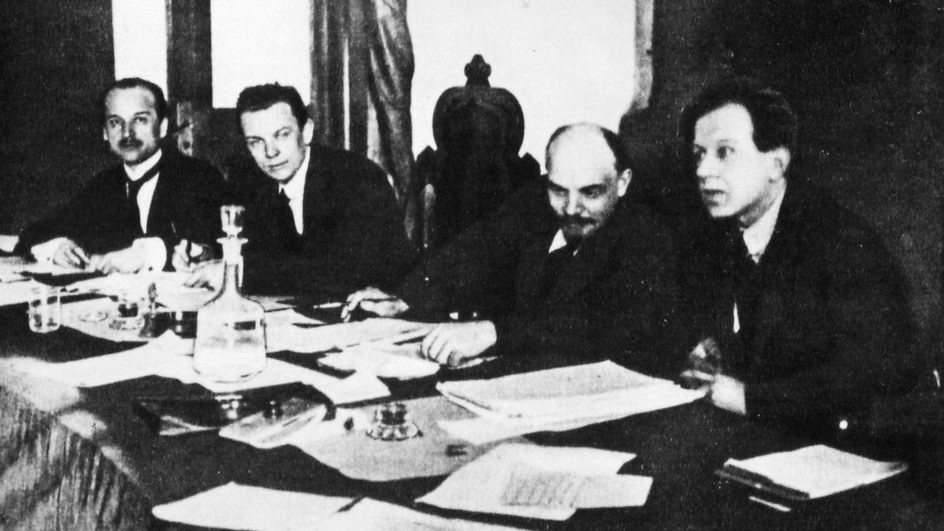
Владимир Ленин и Фридрих Платтен в Президиуме Первого конгресса Коминтерна. Москва, март 1919 года

Ситуация кардинально поменялась с началом Московского похода белогвардейцев. В июле 1919 года у Каменца-Подольского, где в тот период пребывало руководство УНР, произвёл вынужденную посадку советский самолёт с приятелем Ленина швейцарским коммунистом Фридрихом Платтеном. С ним провёл переговоры Симон Петлюра, по их итогам Платтен выразил желание стать посредником между УНР и Лениным, а также передать последнему письмо. После этого, в сентябре 1919 года, Действующая армия УНР фактически прекратила боевые действия против 12-й армии РККА, а её представители начали переговоры с красными. Рассмотрев переданное письмо в начале ноября 1919 года, политбюро ЦК ВКП(б) согласилось на установление контактов с Петлюрой с целю совместной борьбы с Добрармией. Ранее, 25 октября, Фридрих Платтен вернулся в Каменец-Подольский. Он передал обещание руководства РСФСР предоставить реальную помощь Армии УНР, в частности заверил, что Троцкий отдал приказ выделить ей 20 тыс. винтовок, по 1 тыс. боеприпасов на каждую из них, несколько десятков пулемётов и 12 пушек, а также согласие Москвы на военный союз с Директорией, прекращение боевых действий против армии УНР и начало совместных операций 12-й армии РККА и украинских войск против ВСЮР. Кроме того Платтен утверждал, что, при условии отсутствия преследования украинцев-членов Компартии, Ленин согласился на передачу УНР занятой советскими войсками территории республики, а также, в случае заключения союза, на признание самостоятельности Украины вне зависимости от того, будет она социалистической или демократической республикой. Также было дано согласие назначенным дипломатическим делегациям на начало конкретных переговоров. Это был период максимальных успехов белогвардейских войск в московском направлении и правительство Ленина срочно искало союзников. Когда на совещании военно-политического руководства УНР главный атаман зачитал предложения московского правительства, их поддержали практически все присутствующие, в частности, и Евгений Петрушевич, однако уже командование Галицкой армии восприняло их неоднозначно. В те же дни Москву была направлена украинская делегация в составе Александра Красовского, Бориса Палия-Нейило и В. Гладкого. По прибытии она начала переговоры о передаче вооружений, однако последовавшие успехи Красной армии на советско-деникинском фронте, союз Галицкой армии с ВСЮР, полная утрата УНР своей территории и катастрофическое положение её армии свели переговоры на нет. В дальнейшем Армия УНР начала свой Первый Зимний поход по тылам Красной и Добровольческой армий, а руководство УНР окончательно взяло курс на союз с Польшей.
Главы делегации Украины на мирных переговорах в Киеве:
- Сергей Шелухин. Назначен в мае 1918 года[12];
- Пётр Стебницкий. Назначен в октябре 1918 года[12].

Главы чрезвычайной миссии УНР в РСФСР:
- Семён Мазуренко. Назначен в январе 1919 года[12].

Главы делегации РСФСР на мирных переговорах в Киеве:
- Иосиф Сталин. Назначен 17 мая 1918 года, не приступил к исполнению обязанностей[3];
- Христиан Раковский. Назначен 17 мая 1918 года[3].

Межправительственные договоры:
- Прелиминарный мирный договор от 12 июня 1918 года[3].

Официальные ноты:
- Со стороны Украины:
  - Отказ от выполнения ультиматума от 18 декабря 1917 года[1];
  - Ультимативная нота по поводу непризнания РСФСР предложенных украинской делегацией границ от 3 октября 1918 года[3];
  - Нота с требованием вывести части Красной армии с территории Украины от 9 января 1919 года[9];
  - Нота с требованием вывести части Красной армии с территории Украины от 11 января 1919 года[9].
- Со стороны Советской России:
  - Ультиматум с требованиями отказа от дезорганизации фронта, отказа от пропуска казачьих формирований через Украину с фронта на Дон, прекращения разоружения советских полков и красноармейцев, пропуска большевистских войск на Южный фронт и угрозой начала войны в случае непринятия требований в течение 48 часов от 17 декабря 1917 года[1].

## Взаимоотношения Украинской Народной Республики и Украинской державы с фракциями Белого движения

### Северная, Южная, Астраханская и Русская народная армии

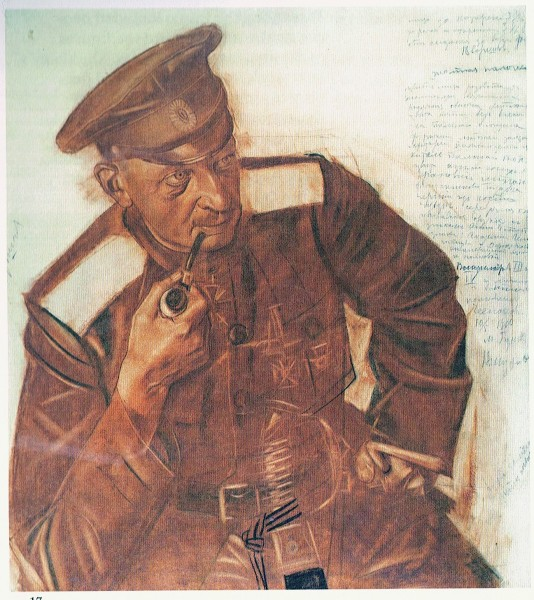
Полковник Пётр Чеснаков — соруководитель бюро Южной армии в Киеве в 1918 году

Одним из направлений внешней политики Украинской державы гетмана Павла Скопропадского летом-осенью 1918 года была поддержка скорейшего формирования белых Северной, Южной, Астраханской, Русской народной армий, которые, по замыслу гетмана, совместно с донскими казаками и деникинцами вели бы боевые действия против Красной армии и, таким образом, стали бы заслоном для гетманской Украины до формирования ею собственных вооружённых сил. В связи с тем, что Украина была связана договорными обязательствами с Советской Россией и Германией данные армии не имели какого-либо официального статуса по отношению к ней и формировались за её пределами, а большинство субсидий на их создание выделялись тайно. Поддержку в вопросах перевода военнослужащих в новые армии оказывало донское посольство в Киеве. В целом на формирование и содержание данных армий гетманское правительство планировало выделить 46 млн карбованцев. Украинские социалистические круги считали подобные действия гетмана предательством.
Северная армия прямо не была связана с Украиной, её формировали во Пскове. Несмотря на это в октябре 1918 года гетманское правительство выделило ей 6 млн карбованцев «на защиту Юго-Западной России».
Формирование Южной армии началось летом 1918 года по инициативе функционировавшего в Киеве монархического союза «Наша Родина», возглавляемого герцогом Лейхтенбергским и М. Е. Акацатовым. При нём в июле 1918 года в Киеве было образовано бюро (штаб) Южной армии, возглавляемое полковниками Чеснаковым и Вилямовским и занимавшееся вербовкой добровольцев и отправкой их в Богучарский и Новохопёрский уезды Воронежской губернии. В следующие три месяца по всей Украине было открыто 25 вербовочных бюро через которые отправлено в армию около 16 000 добровольцев, 30 % которых составляли офицеры. Гетман Скоропадский передал в данную армию кадры 4-й пехотной дивизии (13-й Белозерский и 14-й Олонецкий полки), из которых ещё весной планировалось создать Отдельную Крымскую бригаду украинской армии, а также 19-й и 20-й пехотных дивизий, почти не использованные в гетманской армии.

Генерал-лейтенант Александр Черячукин — атаман Зимней Станицы от Всевеликого Войска Донского при государстве Украинском, по совместительству — представитель Астраханского войска на Украине в 1918 году

Формирование Астраханской армии также началось летом 1918 года, однако независимо от Южной. Инициаторами её создания стали несколько тесно связанных с германским командованием крайне правых организаций. Возглавил армию астраханский атаман князь Данзан Тундутов. Первое вербовочное бюро астраханцев также было открыто в начале июля 1918 года в Киеве. Обязанности по представительству Астраханского войска и ведению дел по укомплектованию армии на Украине были возложены на атамана Донской Зимней станицы (посольства) в Киеве генерала Александра Черячукина. В дальнейшем, при помощи германского командования и киевских монархистов, на Украине открылось множество независимых пунктов набора в армию и отдел снабжения (за исключением киевского они были полностью ликвидированы в октябре-ноябре 1918 года), добровольцы из них направлялись в район станицы Великокняжеской Всевеликого войска Донского. На формирование данной армии Правительством Украинской державы выделялись значительные суммы — известно, что только в октябре 1918 года Астраханское краевое правительство запрашивало у Украины кредит на сумму в 30 млн карбованцев.
Наименьшей белой армией, формирование которой происходило при финансовой поддержке Украинской державы, стала Русская народная армия. Её формировали на царицынском направлении из бывших красноармейцев-перебежчиков, крестьян Саратовской губернии.
30 сентября 1918 года приказом донского атамана Петра Краснова все три армии были объединены в Особую Южную армию во главе с генералом Николаем Ивановым. Для её финансирования в октябре 1918 года украинское правительство тайно ассигновало 10 млн карбованцев.
Перед самым падением своего режима правительство Павла Скоропадского признало необходимым организацию в Киеве во второй половине декабря 1918 года конференции государств, федеративно объединяющихся с Россией, и установку при белых армиях, включая Южную, украинских представительств для согласования их действий с украинским войском в борьбе против Советской России. Особая Южная армия прекратила свою существование в феврале-марте 1919 года, когда была переформирована и вошла в состав 6-й пехотной дивизии Вооружённых сил Юга России.

### Юг России — Добровольческая армия, Вооружённые силы Юга России и Русская армия
Уже в конце апреля 1918 года в Киеве открыто, но неофициально, действовало бюро записи в Добровольческую армию, возглавляемое генералом Петром Ломновским. Однако уже летом 1918 года, в связи со взятыми на себя договорными обязательствами перед Советской Россией и Германией, гетман Павел Скоропадский издал постановление о закрытии данного бюро, а правительство Украинской державы объявило о запрете пропаганды отправки солдат в Добровольческую армию и прекращении выдачи разрешений для выезда на Дон без ручательства посла Всевеликого войска Донского на Украине. Несмотря на это, в течение трёх месяцев действия запрета через вербовочные бюро Южной армии при поддержке донского атамана Петра Краснова в Добровольческую армию было направлено 4000 солдат и офицеров. Ситуация изменилась после поражения Центральных держав в Первой мировой войне, издания гетманом «Федеративной грамоты», провозгласившей намерение создать небольшевистскую Всероссийскую федерацию, и последовавших восстания Директории и интервенции Советской России. Правительство гетмана, стремясь ослабить давление повстанцев на Киев и наступление большевиков за ними, а также выиграть время для мобилизации собственных сил, попыталось побудить к активным действиям деникинцев — в ответ на просьбу представителей Добровольческой армии её Главному командованию было выделено 10 000 000 карбованцев в качестве беспроцентного займа, а также было принято решение об организации в Киеве во второй половине декабря 1918 года конференции государств, федеративно объединяющихся с Россией, и установке при белых армиях, включая Добровольческую, украинских представительств для согласования их действий с украинским войском в борьбе против Советской России. Однако данные попытки не возымели успеха — 14 декабря 1918 года гетман Скоропадский отрёкся и к власти пришла Директория Украинской Народной Республики.

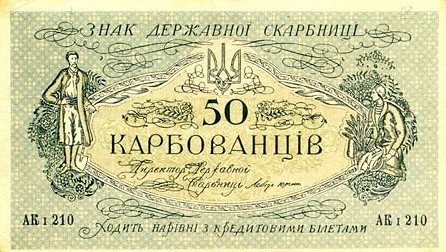
Фальшивные 50 украинских карбованцев, напечатанные Добровольческой армией зимой 1918—1919 годов в Одессе

Во время падения режима гетмана, при проходившем параллельно занятии войсками Антанты Одессы, под контроль Добровольческой армии попала типография Фесенка, на которой её представителями были обнаружены клише купюры в 50 украинских карбованцев. Они наладили её выпуск без согласования с Директорией УНР, в связи с чем последней в Одессу была направлена делегация во главе с Сергеем Бородаевским, которой была поставлена задача вывезти из города клише для изготовления украинских денег или убедить добровольческое командование печатать свои, а не украинские деньги. На свой запрос Бородаевский получил отказ, после чего обвинил Командование Добровольческой армии в фальшивомонетничестве.
Весной-летом 1919 года, в связи с отступлением и эвакуацией войск Антанты из Причерноморья под натиском незначительных сил большевиков, южное крыло фронта Действующей армии УНР оголилось. Этим воспользовались Вооружённые силы Юга России (созданные на основе Добровольческой армии), развивавшие наступление на Москву. Заняв Донбасс, вступив в Харьков и наступая на Курск, они параллельно заняли Причерноморье и Одессу, захватили Екатеринослав и начали развивать наступление на Киев, во время которого, в средине августа 1919 года, под Белой Церковью впервые столкнулись войсками УНР. Параллельно развивающимся военным успехам белогвардейцев украинское руководство пыталось инициировать дипломатические сношения с руководством ВСЮР, надеясь на взаимопонимание с командующим ими генерал-лейтенантом Антоном Деникиным в борьбе против совместного врага — большевиков. В июле 1919 года представитель Директории УНР в Бухаресте предложил главнокомандующему ВСЮР вступить в дипломатические отношения и провести переговоры на следующих условиях: отложить на будущее решение спорных вопросов по устройству Российского государства и статусу Украины, создать совместный фронт против большевиков под руководством Деникина. На данное предложение Деникин ответил отказом и более того — 3 августа издал приказ следующего содержания:
Самостоятельной Украины не признаю. Петлюровцы могут быть либо нейтральными, тогда они должны незамедлительно сдать оружие и разойтись по домам; либо присоединится к нам, признавая наши лозунги, один из которых — широкая автономизация окраин. Если петлюровцы не выполнят данных условий, тогда их следует считать таким же противником как и большевиковгенерал-лейтенант Антон Иванович Деникин 

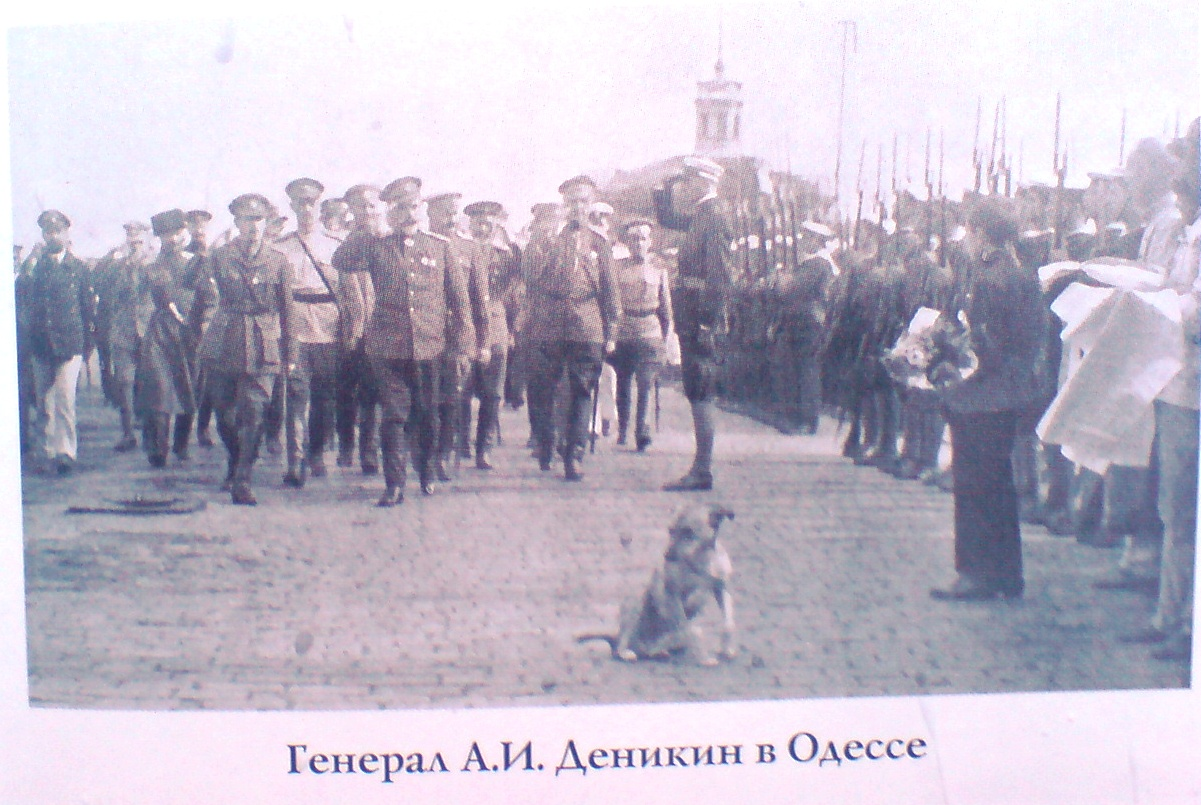
Деникин и руководство войск Новороссийской области ВСЮР в Одессе. Сентябрь 1919 года

На следующий день командующий войск Новороссийской области ВСЮР Николай Шиллинг приказал подчинённым ему соединениям при встрече с войсками УНР предлагать им разоружится либо покинуть занятую территорию, в случае отказа — считать их противниками, но, по возможности, всячески затягивать переговоры и изучать, что из себя представляют войска УНР и их отношение к ВСЮР. В свою очередь, когда украинские войска и белогвардейцы сошлись на широком фронте, командование Армии УНР и Штаб главного атамана Симона Петлюры 22 и 23 августа издали приказ всячески избегать конфликтов с частями ВСЮР, высылать парламентёров на мирные переговоры с командирами, предлагать удерживать демаркационную линию, которая образовалась в ходе наступления на Киев, и выяснять отношение деникинских войск к Украинскому государству. После обращения командования армейских групп Симон Петлюра предложил демаркационную линию по реке Днепр и 25 августа выслал военно-дипломатическую миссию во главе с Михаилом Пересада-Суходольским на переговоры в район Цвитково—Христиновки, где подразделениям УНР противостояла Терско-кубанская дивизия, в которой был значительный процент кубанских казаков-украинцев. Её командование, дабы избежать столкновения, отнеслось к переговорам довольно положительно, но данные вопросы решал лично главнокомандующий ВСЮР и переговоры не произошли — в тот же день Деникин издал «Обращение главнокомандующего к населению Малороссии», в котором заявил, что отделение Украины от России — результат подлых действий немцев, объявил Петлюру их ставленником, а также огласил о государственном статусе русского языка. Фактически, с этого момента деникинский режим начал проводить откровенно антиукраинскую политику — на подконтрольной ему территории украинское национальное движение оглашалось предательским, были ликвидированы все украинские учебные и научные заведения, закрыты украинские газеты, изымались из магазинов украинские книги, начались репрессии против национальной интеллигенции, название «Украина» повсеместно заменялось на «Юг России» и «Малороссию».

Ситуация на Украине к осени 1919 года:
УНР
ВСЮР
РПАУ
Большевики

31 августа 1919 года войска УНР и ВСЮР одновременно вошли в Киев. Под давлением военных кругов Петлюра выслал военно-дипломатическую миссию во главе с генерал-хорунжим Михаилом Омельяновичем-Павленко, однако командующий белыми войсками генерал Николай Бредов согласился вести переговоры лишь с командующим армейской группы объединённых украинских армий галицким генералом Антоном Кравсом, категорически отказавшись обсуждать что-либо с надднепрянскими делегатами. Результатом переговоров стало отведение украинских войск из Киева, за что генерал Кравс был отстранён от командования и определён под следствие. Отправленная 13 сентября повторная украинская делегация, также возглавляемая Омельяновичем-Павленко, провела переговоры с делегацией ВСЮР, возглавляемой генерал-майором Петром Непениным, на Посте-Волынском, которые хоть и прошли в невраждебной атмосфере, но оказались безрезультатными — стороны договорились лишь довести взаимные предложения высшему командованию. Учитывая то, что предложением белых было передать украинскую армию под личное командование Деникина и отказаться от государственной независимости Украины, Петлюра начал разрабатывать план похода на Киев силами Запорожской группы и повстанцев атамана Зелёного.
14 сентября 1919 года Революционная повстанческая армия Украины Нестора Махно, отступавшая под ударами ВСЮР, вошла в контролируемую УНР Умань, уже 20 сентября между УНР и РПАУ был заключён союз и образован совместный фронт. Параллельно, в средине сентября, произошли столкновения между подразделениями УНР и ВСЮР в Бирзуле и на станции Затишье. 21 сентября украинцами был перехвачен приказ по ВСЮР про начало полномасштабных боевых действий против Армии УНР, к этому времени локальные стычки петлюровцев и деникинцев уже стали постоянным явлением. Обе стороны перегруппировали силы для наступления, однако первыми, проигнорировав процедуру формального объявления войны, 23 сентября ударили белые. Вечером того же дня на совместном заседании Директории, правительства УНР и ЗО УНР, армейского командования было принято решение о начале войны против ВСЮР «единым национально-демократическим фронтом» и объявлении воззвания-призыва к украинскому народу — «восстать против белогвардейцев».
В первые же дни войны РПАУ была отсечена от сил УНР наступлением ВСЮР, однако не дала себя окружить, нанеся белогвардейцам сокрушительное поражение под Перегоновкой, и начала рейд по их тылам. Для УНР ситуация сложилось куда менее благоприятно — к октябрю 1919 года её армия отступала, а среди её личного состава начинала свирепствовать эпидемия тифа, кончились запасы трофейных снарядов и патронов, полностью отсутствовали медикаменты, не хватало зимнего снаряжения. В этих обстоятельствах Галицкое командование, которое и так не проявляло инициативы в войне с ВСЮР, заявило, что продолжать бороться с белыми далее невозможно, отказавшись от операций на фронте против них, и тайно начало переговоры с белыми. 4 октября командующий Действующей армией УНР Владимир Сальский высказался за начало совместных с галичанами переговоров с Деникиным, за что на следующий день был отстранён от командования и заменён на Василия Тютюнника. Вскоре ультиматум о проведении переговоров с Деникиным Петлюре поставил командующий Галицкой армией Мирон Тарнавский, за что диктатором ЗО УНР Евгением Петрушевичем и он был отстранён от командования и заменён на генерала Осипа Микитку. Однако, ещё 25 октября командующий Галицкой армией отправил к белым свою делегацию для переговоров, которая 1 ноября 1919 года подписала временное перемирие с ВСЮР — с этого момента Галицкая армия не выполнила ни один приказ Симона Петлюры и тайно отвела все свои подразделения в тыл, оголив участки фронта. 5 ноября между генералом Тарнавским и белогвардейским генералом Слащёвым был подписан сепаратный Зятковский договор:

1-й курень 6-й бригады Галицкой армии в тылу Добровольческой армии, 17 ноября 1919 года

- Галицкая армия переходила в состав Добровольческой армии;
- обязывалась беспрекословно подчиняться приказам Деникина и командующего войсками Новороссийской области генерала Шиллинга;
- Правительство ЗО УНР прекращало всякую государственную деятельность и должно было переехать в Одессу, под контроль белых;
- в армейские штабы Галицкой армии направлялись белогвардейские офицеры;
- гарантировалась внутренняя автономия частей с сохранением старого командования;
- давалось обещание не использовать галичан в борьбе против войск УНР.

7 ноября части ВСЮР прорвали фронт Армии УНР и дезорганизовали её подразделения. На следующий день текст Зятковского договора был доставлен в ставку Петлюры, после чего он и Петрушевич подписали приказ об аннулировании договора, о немедленном аресте генерала Тарнавского и его начальника штаба и о суде над ними как изменниками, однако уже 17 ноября договор с белым подписал новый командующий Галицкой армии Осип Микитка. Одновременно с этим закончился провалом Московский поход Деникина, Рабоче-крестьянская Красная армия начала масштабное контрнаступление. Однако армия УНР практически потеряла боеспособность — 4 декабря в Новой Черторие произошло последнее совещание Симона Петлюры с командирами и членами правительства, на котором был констатирован полный крах регулярной армии УНР, принято решение о переходе к партизанской форме борьбы и проведении рейда по тылам белых аналогично армии Махно. 6 декабря начался Первый Зимний поход Армии УНР.
Дрались и с большевиками, дрались и с украинцами, и с Грузией и Азербайджаном, и лишь немного не хватало, чтобы начать драться с казаками, которые составляли половину нашей армии...генерал-лейтенант Пётр Николаевич Врангель в беседе с журналистами

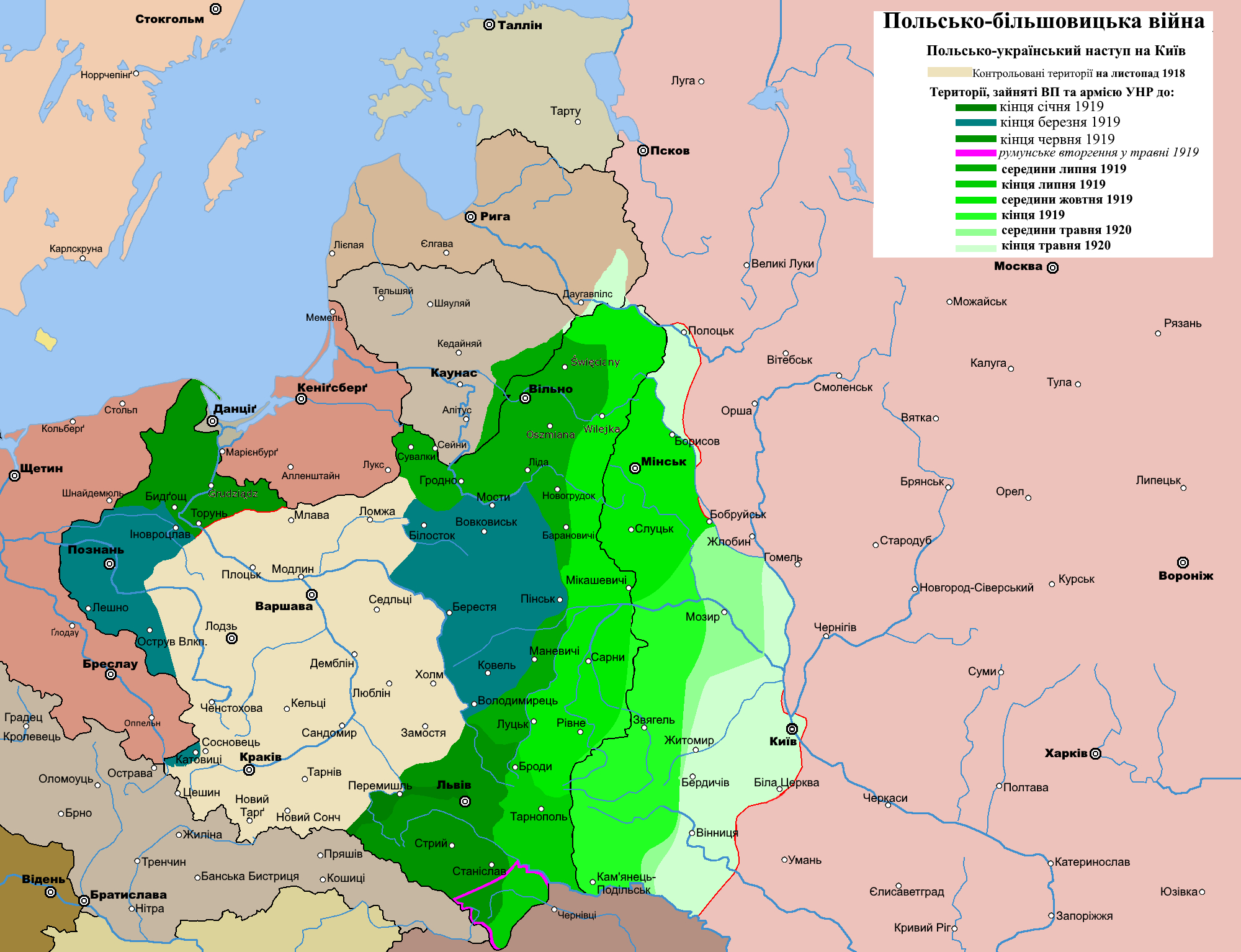
Продвижение польско-украинских войск к маю 1920 года

После катастрофического отступления белых под ударами Красной армии и передачи поста командующего ВСЮР генерал-лейтенанту Петру Врангелю официальное отношение белогвардейцев к украинцам и Украине претерпело кардинальные изменения. Вместо юридического запрета употребления слова «Украина» и доминирования терминов «Малороссия», «Юго-Западный край», в 1920 году топографическая дискриминация на официальном уровне прекратилась, на подконтрольной белогвардейцам территории стали свободно действовать украинские объединения, борцы за независимость Украины перестали определяться как «изменники», «предатели», «авантюристы» и, периодически, стали именоваться «братьями», «украинцами». Однако данная политика имела как сторонников, так и противников в окружении Врангеля:
- В связи с искушением некоторых кругов в Крыму присоединиться к украинско-польскому походу на Киев весной 1920 года категорически исключал любые переговоры с украинцами, мотивируя отказ единогласной антиукраинской позицией всех российских политических сил за границей, представитель Главного командования в Париже генерал от инфантерии Дмитрий Щербачёв. Он считал, что любое сотрудничество с украинцами даст мощный идеологический рычаг большевикам изображать себя носителями русской идеи[19];
- Отрицал существование Украины и начальник Гражданского управления Сергей Тверской[19];
- Генерал-майор Василий Кирей, «эксперт по украинским делам», рассматривал украинский вопрос, как продукт заинтересованных в ослаблении России держав, противоречащий стремлениям и деятельности населения[19];
- Генерал-лейтенант Яков Слащёв в «Проекте необходимых мероприятий для разрешения украинского вопроса» убеждал Врангеля в необходимости перехватить инициативу у Петлюры как центра украинского движения, организовать в Крыму украинскую армию, сформировать орган для координации повстанческого движения, избрать «Наказного украинского атамана», односторонне признать автономию Украины, образовать украинский представительский орган — Украинскую Народную Громаду[19];
- Лидер Конституционно-демократической партии Павел Милюков выступал за создание федерации, в состав которой должны войти Украина и казачьи земли Дона, Кубани, Терека и Астрахани. Он предлагал либо договорится с Петлюрой, либо создать лояльное правительство на Левобережной Украине, возможно на основе группы Могилянского, в любом случае отказавшись от консервативной позиции в украинском вопросе и признав украинцев равноправной нацией, перестав употреблять термин «малороссы»[20];
- Начальник штаба главнокомандующего ВСЮР генерал-лейтенант Пётр Махров в поданном 8 апреля 1920 года на имя Врангеля докладе настаивал на заключении «военного союза» с Украиной[19].

Программу по украинскому вопросу Петру Врангелю также предложила украинская делегация, состоявшая из находившихся в Крыму военных и политиков, ранее входивших в состав правительств Центральной рады, гетмана Скоропадского и Директории. Стоя на позиции украинской автономии в составе федеративной России они предлагали установить связи с атаманскими отрядами на территории, занятой большевиками, обеспечить их оружием и военными специалистами из состава Русской армии и, таким образом, способствовать освобождению Украины. Также они просили создать в Севастополе организацию, которая будет способствовать освобождению Украины от большевиков и восстановлению государственных органов старой власти. Данная идея была поддержана бароном Врангелем.
Летом 1920 года Врангель склонился к необходимости наладить непосредственный политический диалог с украинским правительством, что обуславливалось несколькими обстоятельствами:
- По различным данным, украинцы в Русской армии (такое наименование получили переформированные ВСЮР) составляли от 50 до 75% (однако возможно некоторая часть этого количества совсем не имела украинского происхождения, а приписывала себе таковое с целью демобилизации и выезда из Крыма)[19];
- Украинские вооружённые силы могли обеспечить левый фланг Русской армии после её предполагаемого выхода на Правобережье[19];
- Установив контакты с Петлюрой, можно было надеяться на сотрудничество с повстанцами на Левобережье, являвшимися его сторонниками[19];
- Официальные контакты с «сепаратистами» должны были подтвердить Европе демократичность режима Врангеля, быть воплощением кредо «хоть с чёртом, но против большевиков и за Россию»[19].

В конце июля 1920 года к главному атаману войск УНР Симону Петлюре прибыла белогвардейская делегация полковника Ноги для предварительных консультаций, а уже 12 августа в Ялту прибыла украинская делегация во главе с полковником Иваном Литвиненко, которая имела неофициальное задание добиться от белых официального признания независимости Украины, образования украинской власти в тылу и определения разграничительных линий между зонами операций двух армий (заключение политических соглашений председатель Директории УНР считал «несвоевременным и нецелесообразным»). В тот же день Пётр Врангель опубликовал «Воззвание главнокомандующего к украинцам», в котором признал право украинцев бороться за «родную Украину» и не противопоставлял её «единой России», акцентировав внимание на наличии общего врага и целей, однако украинскую делегацию смог принять лишь 29 августа. Во время переговоров белогвардейское руководство настаивало на приоритете военных договорённостей, тогда как политические условия отодвигало на задний план, но всё же заявило о готовности подписать договор с Украиной на основании соглашения с казачьими образованиями от 22 июля, предусматривающего внутреннее самоуправление. Итогом переговоров стала заинтересованность украинского руководства условиями договора (Петлюра выразил желание лично ознакомиться с ними) и начало разработки военными агентами обеих сторон военной конвенции.

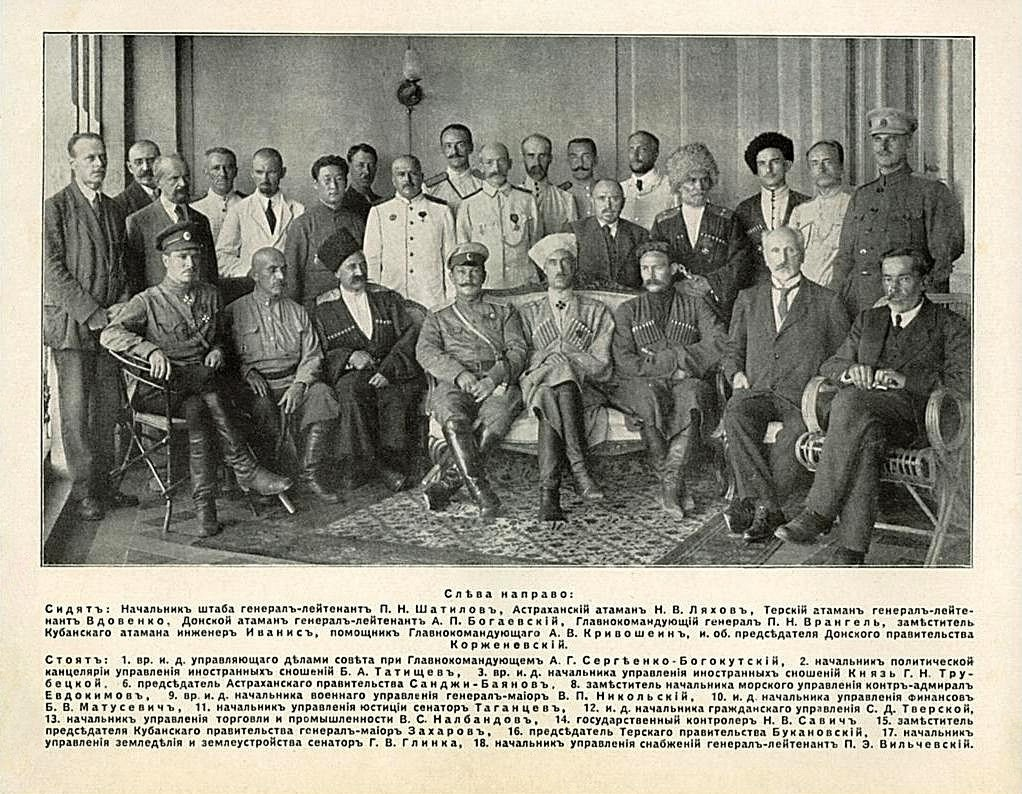
Главнокомандующий Русской армией Пётр Врангель, Правительство Юга России и руководство казачьих войск. Севастополь, 22 июля 1920 года

В начале сентября 1920 года, сразу после отбытия делегации УНР, в Крым из Парижа прибыла делегация Украинского национального комитета во главе с его руководителем Сергеем Маркотуном. Данная делегация также прибыла по официальному приглашению белогвардейцев. Её члены добивались вхождения Украины в состав федеративной России и поддерживали проведение радикальной аграрной реформы. 8 сентября между правительством Врангеля и УНК был заключён «договор особой важности», условия которого не были разглашены. Однако, поскольку УНК не имел реальной силы и поддержки, а в его создании в конце 1919 года непосредственно участвовали эмигрантские российские политические силы, то и представителями УНР, и большевиками данное событие было воспринято как попытка давления белогвардейцев на руководство УНР с целью принятия своих условий. Руководством УНР подобный ход был оценён как в отклонение в сторону политики Деникина.
Ситуация кардинально поменялась 29 сентября 1920 года, между Польшей и большевиками было заключено перемирие и прелиминарный договор, которым фактически признавалась независимость Советской Украины. Данное событие поставило в катастрофическое положение все антисоветские силы и фактически исключило возможность миновать политические вопросы в двухсторонних соглашениях между правительствами Врангеля и Петлюры. 30 сентября Совет народных министров УНР принял решение «признать возможность подписать военную конвенцию с генералом Врангелем с политическими гарантиями, а именно: при условии признания правительством Врангеля независимости Украинской Народной Республики и её нынешнего правительства». Однако в тайном пункте данного решения допускалось признание белыми как минимум суверенности Украинского учредительного собрания и действующего правительства УНР. В свою очередь Врангель 12 октября назначил своим советником по делам Украины украинского деятеля И. Леонтовича, создал секретариат по делам Украины, целью которого была организация восстаний в тылу большевиков, а 26 октября —— признал равноправие украинского языка с русским в государственных и частных школах. Советник Российского посольства в Париже Николай Базили заявил, что Правительство Юга России готово признать Директорию УНР «де-факто». В обмен на признание, правительство Врангеля требовало от УНР поддержки в войне с большевиками. Однако ход боевых действий на крымском фронте существенно повлиял на дальнейшие события — 8 ноября (26 октября) 1920 года представитель генерала Врангеля в Польше генерал-лейтенант Пётр Махров заявил начальнику украинской военной миссии в Польше генералу генерал-полковнику Виктору Зелинскому: «Генерал Врангель признаёт независимость УНР и современное Украинское правительство с Главным атаманом Симоном Петлюрой во главе до созыва Украинского Учредительного собрания». Также он заявил о желании Правительства Юга России заключить с УНР договор о совместной борьбе с большевиками. Однако уже к концу ноября 1920 года Красная армия выбила как последние силы белых из Крыма, так и последние силы УНР с Подолья.
Руководители бюро Добровольческой армии в Киеве:
- Пётр Ломновский. Назначен не позднее конца апреля 1918 года[14].

Консулы Украины в Ялте:
- Павел Горянский. Избран 11 августа 1919 года на съезде представителей украинских организаций Крыма и поддержан крымско-татарской Директорией и курултаем, позже уполномочен УНР через полномочного представителя на Кавказе Ивана Красковского[22].

Договоры между командованиями Галицкой и Добровольческой армий:
- Договор между командованием Галицкой армии и командованием Добровольческой армии от 6 ноября 1919 года[7].

### 1-я армия Русской Народной Республики
8-я стрелковая дивизия Рабоче-крестьянской Красной армии была сформирована осенью 1918 года из бывшей 1-й Московской и частей 1-й
Тамбовской, 2-й Тульской и 1-й Калужской дивизий. Командные должности в данном соединении занимали преимущественно бывшие офицеры царской армии, среди которых, согласно показаниям одного из бойцов подразделения, сторонники советской власти практически отсутствовали, а часть рядовых бойцов составляли мобилизованные бывшие повстанцы, которые также не скрывали враждебности к советской власти. 2-ю бригаду данной дивизии в конце марта 1919 года передислоцировали в Украинское Полесье для операций против Действующей армии Украинской Народной Республики. Сразу по прибытии на фронт под Овручем соединение в полном составе покинуло позиции и направилось в Гомель, где начало вооружённое выступление против советских властей. Восставших возглавил бывший штабс-капитан царской армии Владимир Стрекопытов, подразделение было переименовано в 1-ю армию Русской Народной Республики, было объявлено о намерении бороться с большевизмом для восстановления в России демократических свобод и созыва Учредительного собрания. В связи с возникшей опасностью окружения преобладающими советскими войсками руководство 1-й армии приняло решение о переходе на сторону Украинской Народной Республики — 2 апреля в районе Мозыря подразделение в полном составе (800 человек без артиллерии) форсировало Припять и оказалось на подконтрольной войскам УНР территории. Там представители армии РНР вступи в переговоры с руководством 9-го действующего корпуса Армии УНР, на которых заявили о готовности вхождения в состав украинской армии для совместной борьбы с большевиками с условием, что по окончании борьбы они смогут свободно выехать в Россию. В тот же день их предложение было принято начальником штаба Северной группы Армии УНР генерал-хорунжим Всеволодом Агапеевым, а на следующий день исполняющий обязанности наказного атамана украинских войск Андрей Мельник издал приказ по Действующей армии УНР о включении российского соединения в состав украинской армии в качестве Русско-Тульского отряда под командованием сотника Стрекопытова.

### Русский политический комитет

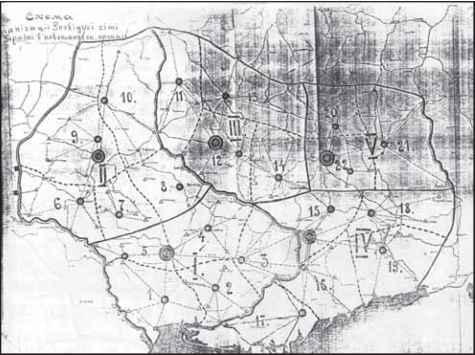
Схема организации повстанческой сети на Украине в 1921—1922 годах

Находясь в эмиграции в Польше Правительство Украинской Народной Республики, в рамках создания единого антисоветского фронта, заключило соглашение с Русским политическим комитетом (РПК) Бориса Савинкова (содержащее взаимное признание суверенности сторон в этнических границах; предусматривающее обмен официальными представителями для информирования и укрепления союзных отношений, согласования и, в случае необходимости, объединения дипломатических представительств и совместного военно-политического руководства антибольшевистским повстанческим движением, для чего из представителей договаривающихся сторон была выбрана специальная комиссия, которая должна была выработать стратегический план), и выступило посредником при заключении союза между Русским политическим комитетом и Донской демократической группой.

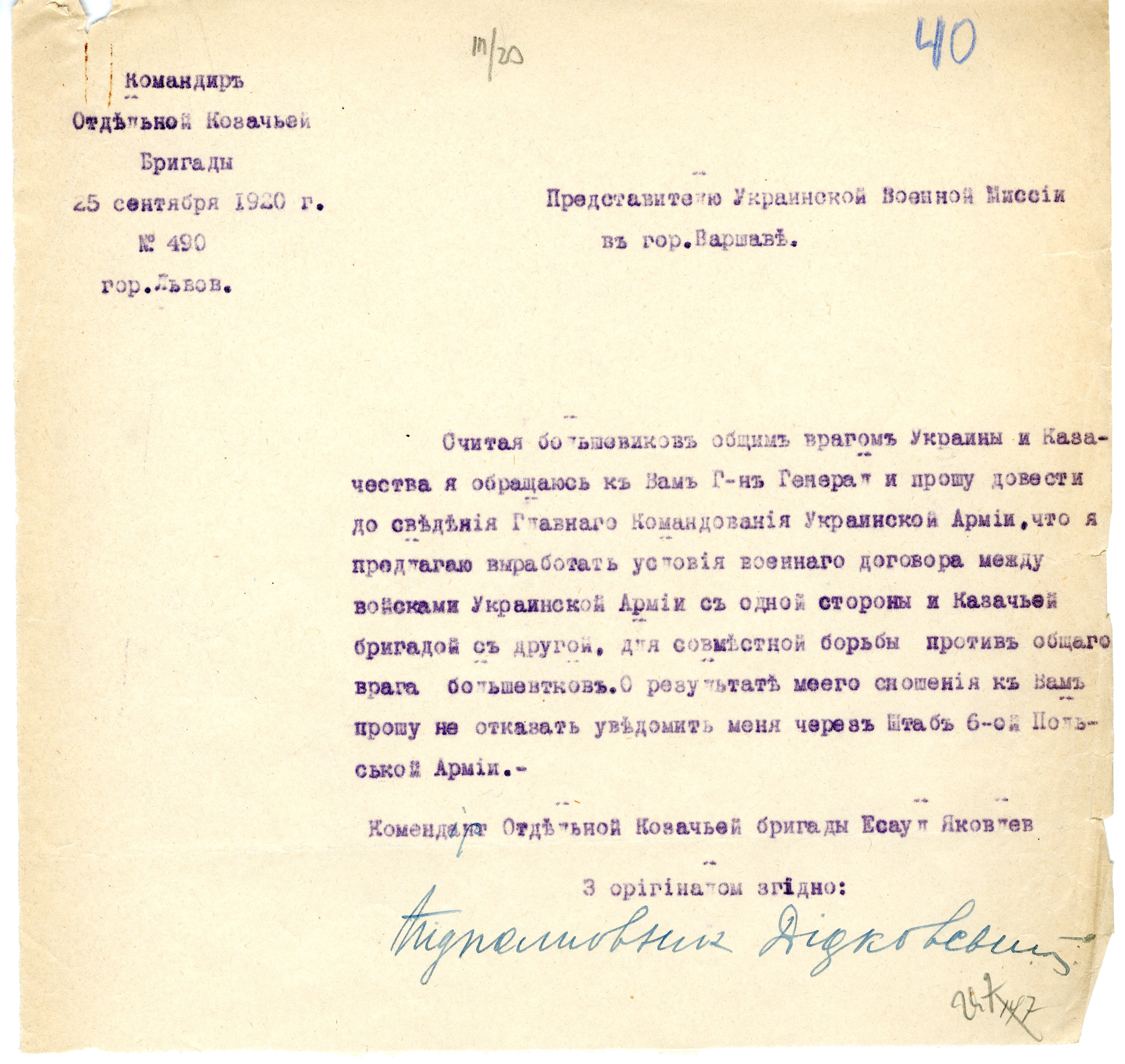
Письмо есаула Яковлева с предложением заключить военный договор для совместной борьбы против большевиков от 25 сентября 1920 года. Хранится в архиве Józef Piłsudski Institute of America, Нью-Йорк, США

После подписания Польшей Рижского договора РПК передал в оперативное распоряжение Действующей армии УНР 3-ю русскую армию (2700 штыков, 400 сабель, 52 пулемёта и 12 пушек), Конная казачья дивизия есаула Яковлева (772 сабли, 38 пулемётов и 4 пушки) на правах внутренней автономии вошла непосредственно в состав украинской армии. Они в составе украинских войск приняли участие в обороне Подолья от большевиков в ноябре 1920 года.
Однако разногласия в геополитических взглядах привели к тому, что дальнейшая реальная координация действий между ними прекратилась (из-за разногласий с РПК, подразделения которого должны были поддержать наступление, не было начато восстание намеченное на 20 мая 1921 года).
Межправительственные договоры:
- Военная конвенция от 18 ноября 1920 года[27];
- Военное соглашение между Действующие армией УНР и Конной казачьей дивизией есаула Яковлева от 19 ноября 1920 года[28];
- Конвенция про «международно-правовое объединение» между Украинской Народной Республикой и Русским политическим комитетом от 1 апреля 1921 года[25].

## Взаимоотношения советских республик

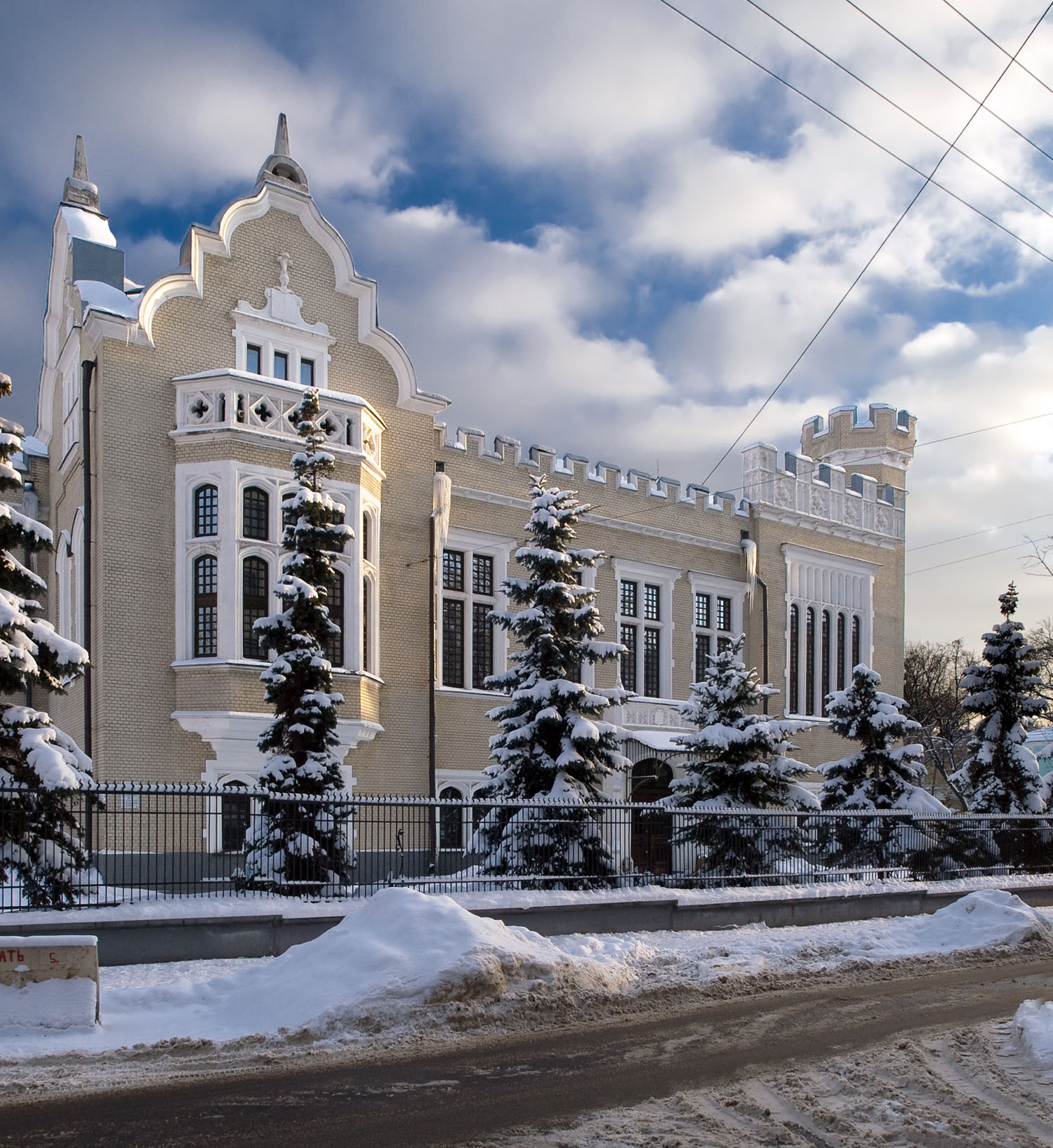
Городская усадьба А. Л. Кнопа — здание, в котором в 1921—1923 годах располагалось Полпредство УССР при СНК РСФСР, в 1923—1924 годах — Полпредство УССР при СНК СССР. Москва, Колпачный переулок, 5

10 марта 1919 года в занятом Красной армией Харькове III Всеукраинский съезд Советов, проводимый Коммунистической партией (большевиков) Украины и Украинской партией социалистов-революционеров (коммунистов-боротьбистов), утвердил создание Украинской Социалистической Советской Республики. Ещё ранее, 25 января 1919 года, Временное рабоче-крестьянское правительство Украины, созданное большевиками с целю политического прикрытия наступления на Украину, приняло декларацию о необходимости объединения Украины с Российской Социалистической Федеративной Советской Республикой на федеративных социалистических началах, а уже через три дня — обратилось к европейским государствам с предложением установить официальные сношения. Несмотря на это к лету 1919 года УССР так и не получила международного признания. 1 июня 1919 года Всероссийский центральный исполнительный комитет издал разработанный лично Лениным «Декрет об объединении советских республик России, Украины, Латвии, Литвы, Белоруссии для борьбы с мировым империализмом», который, фактически, превращал Украину в часть РСФСР (наркоматы военных дел, народного хозяйства, путей сообщения, финансов и труда УССР были присоединены к соответствующим ведомствам РСФСР), однако, желая убедить международное сообщество в независимости и суверенности УССР, РСФСР также заключила с ней договор «Про военно-политический союз», дублирующий положения декрета. Последствием подобного решения стал раскол в руководящих структурах Советской Украины — с его критикой выступили боротьбисты и независимые социал-демократы. 28 декабря 1920 года между РСФСР и УССР был заключён «Робоче-крестьянский договор», которым дополнительно ликвидировались отдельные украинские наркоматы почты и телеграфа, внешней торговли и Высший совет народного хозяйства, но, в то же время, 12 января 1921 года при Совете народных комиссаров РСФСР было акредитированно Полномочное представительство УССР во главе с Юрием Коцюбинским. 16 декабря 1921 года произошло объединение дипломатического и торгового представительств в Москве, в связи с чем его новым главой был назначен Михаил Полоз, а уже через год — был подписан «Договор об образовании СССР». В связи с образованием Союза Советских Социалистических Республик полпред УССР был введён в состав Совета труда и обороны с правом решающего голоса, с правом совещательного голоса — в состав Совета народных комиссаров РСФСР и Всероссийского центрального исполнительно комитета, а отельный украинский народный комиссариат иностранных дел был ликвидирован.
Полномочные представители УССР при СНК РСФСР:
- Юрий Коцюбинский. Назначен 12 января 1921 года[30];
- Михаил Полоз. Назначен 16 декабря 1921 года[30].

Межправительственные договоры:
- Договор «Про военно-политический союз» от 1 июня 1919 года[30];
- Робоче-крестьянский договор от 28 декабря 1920 года[30];
- Договор об образовании СССР от 29 декабря 1922 года[32].